# Мореге
Мореге (њем. Moorrege) општина је у њемачкој савезној држави Шлезвиг-Холштајн. Једно је од 49 општинских средишта округа Пинеберг. Према процјени из 2010. у општини је живјело 4.045 становника. Посједује регионалну шифру (AGS) 1056036.

## Географски и демографски подаци
Мореге се налази у савезној држави Шлезвиг-Холштајн у округу Пинеберг. Општина се налази на надморској висини од 8 метара. Површина општине износи 10,8 km². У самом мјесту је, према процјени из 2010. године, живјело 4.045 становника. Просјечна густина становништва износи 376 становника/km².

## Међународна сарадња
| Мјесто             | Држава   | Врста сарадње | Од    |
| ------------------ | -------- | ------------- | ----- |
| Гмунден            | Аустрија | партнерство   | 2010. |
| Стшелце Крајењскје | Пољска   | партнерство   | 2005. |
| Извор              |          |               |       |